# Octocefalia

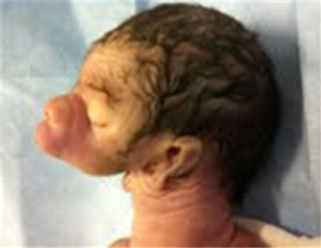
Octocefalia

A Octocefalia é um trastorno letal, cuja característica principal é a agnasia uma anomalia do desenvolvimento caracterizada pela ausência total ou virtual da mandíbula inferior. Considera-se letal devido ao mau funcionamento da via respiratória. Na octocefalia, a agnasia pode ocorrer em forma independente ou em conjunto com a holoprosencefalia.